# Wallensteinträdgården

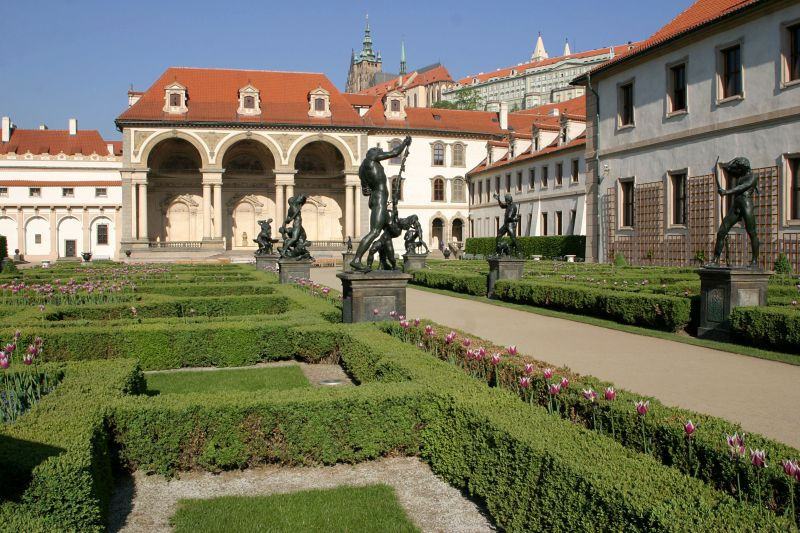
Västra delen av trädgården med skulpturallé, med Sala terrena i bakgrunden.

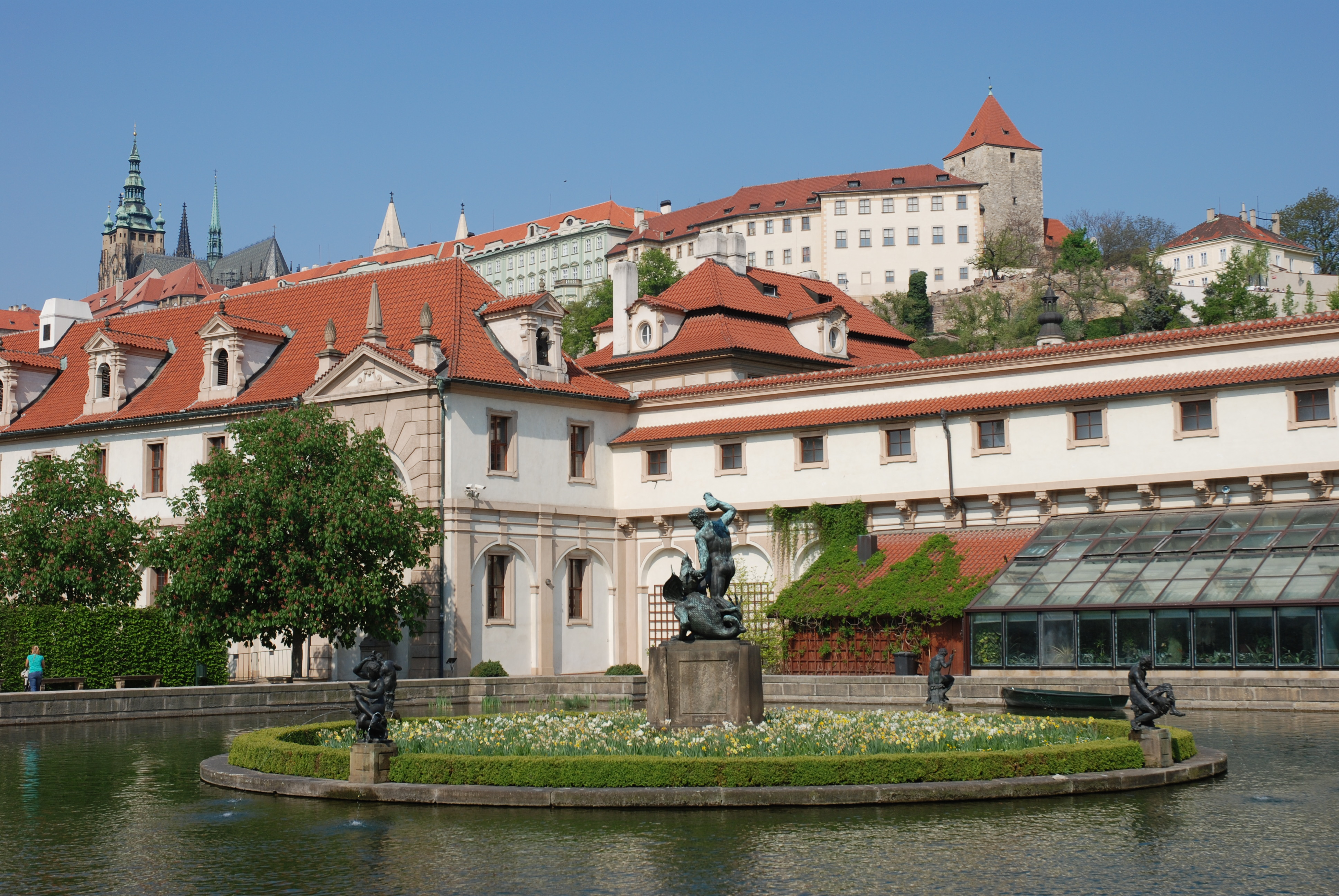
Herkules strider med draken i trädgårdens mittdel, med Pragborgen i bakgrunden bakom palatset.

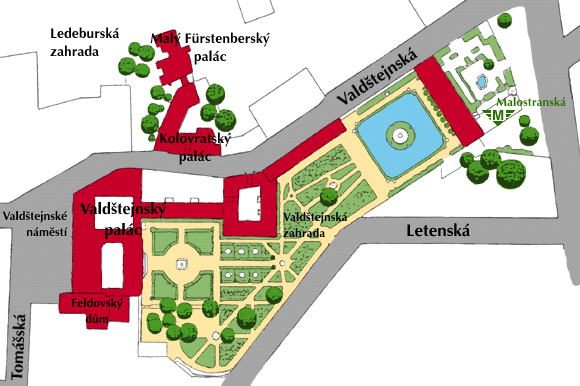
Karta över Wallensteinpalatsets trädgård.

Wallensteinträdgården (tjeckiska: Valdštejnská zahrada) är en barockträdgård vid Wallensteinpalatset i Prag i Tjeckien.
Albrecht von Wallenstein byggde 1620–1623 ett stort palats på Lilla sidan i Prag. Inom palatsområdet anlades innergårdar, en italienskinspirerad barockträdgård, en skulpturallé och en ridskola. Trädgården utsmyckades bland annat med en stor samling skulpturer av den nederländske skulptören Adriaen de Vries, som tjänstgjort som hovskulptör, Kammerbildhauer, vid kejsar Rudolf II:s hov till dennes död 1612 och därefter stannade kvar i Prag till sin död 1627. I trädgården fanns också ett aviarium, en grottvägg med konstgjorda stalaktiter och en kvadratisk damm. Det största verket är Herkules strider med draken med sidofigurer, vilken är placerad på en liten rund holme i en kvadratisk bassäng. Wallenstein beställde också på 1620-talet en Neptunusfontän av Adriaen de Vries. Några av skulpturerna levererades, bland annat huvudskulpturen Neptunus med treudd och hund gjuten 1627 efter de Vries' frånfälle, men fontänen färdigställdes aldrig.  
Under trettioåriga krigets slutskede i slutet av juli 1648 intogs Lilla sidan i Prag med Pragborgen av en svensk armé under ledning av Hans Christoff Königsmarck. Den lyckades inte ta sig över till den östra sidan av Moldau, men tog i stället ett rikligt krigsbyte, framför allt från de delar som fanns kvar av Rudolf II:s samlingar i slottet, samt i Wallensteinpalatset. Wallensteinträdgårdens skulpturer transporterade till Sverige. Något försvann på vägen, en del gavs bort av drottning Kristina och en del magasinerades för att mot slutet av 1600-talet placeras ut av änkedrottningen Hedvig Eleonora i Drottningholms slottspark. Originalen till dessa senare skulpturer, vilka gjutits i ett exemplar enligt cire perdue-teknik, finns idag i Museum de Vries på Drottningholm och på Nationalmuseum i Stockholm.
Mellan 1910 och 1913 gjordes kopior av de svenska originalskulpturerna på Herman Bergmans konstgjuteri i Stockholm och sattes upp i Wallensteinträdgården.

## Fotogalleri

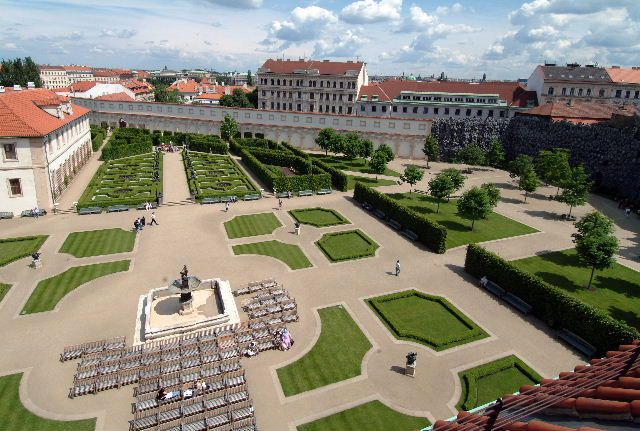
Trädgårdens västra del med skulpturallén, från palatset österut
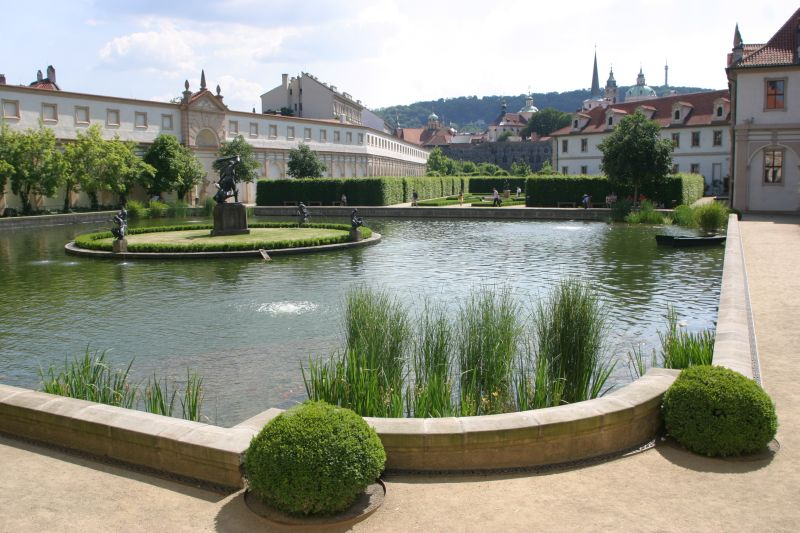
Trädgårdens mittdel med dammen med Herkulesstatyn, mot sydväst
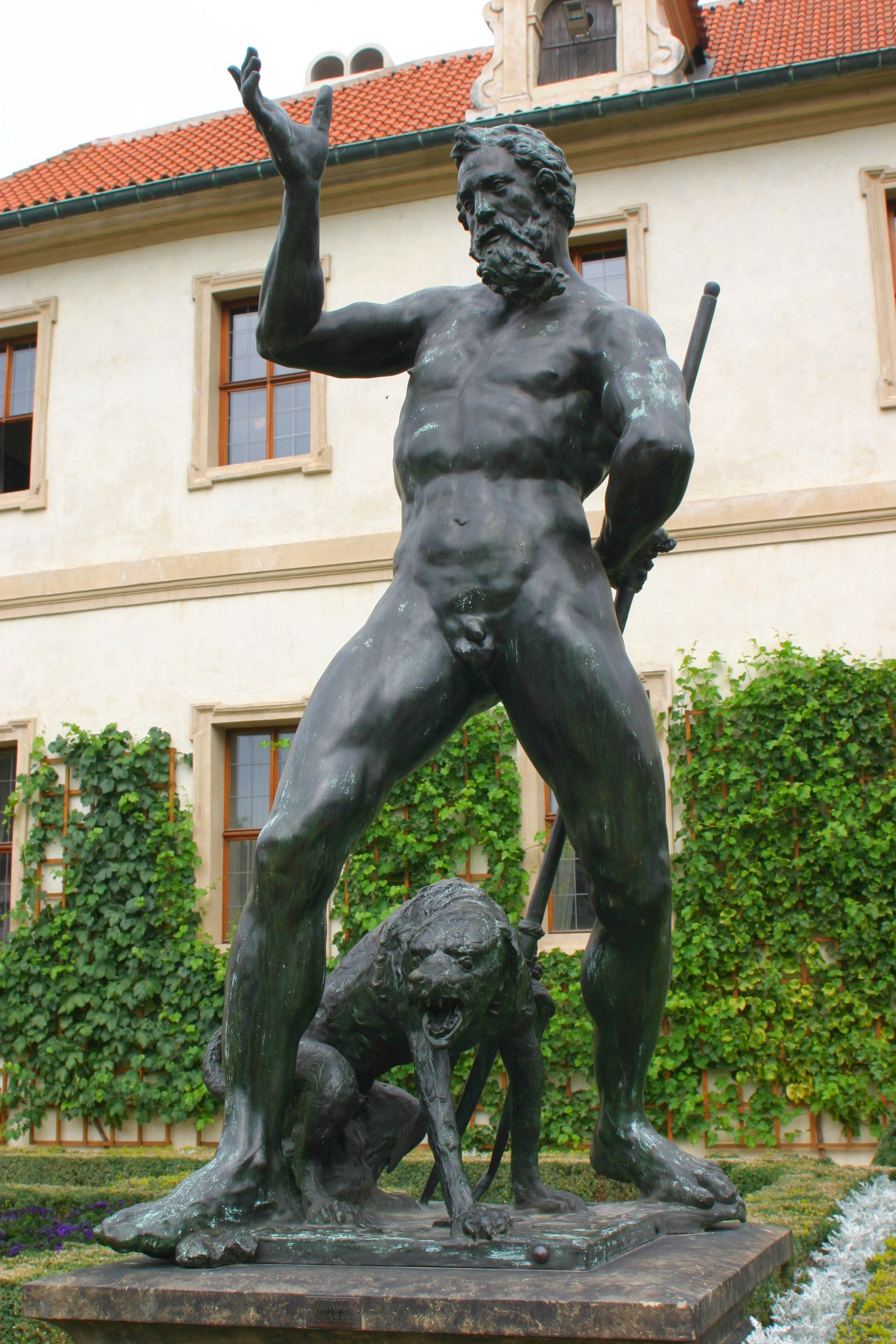
Neptunus med treudd och hund
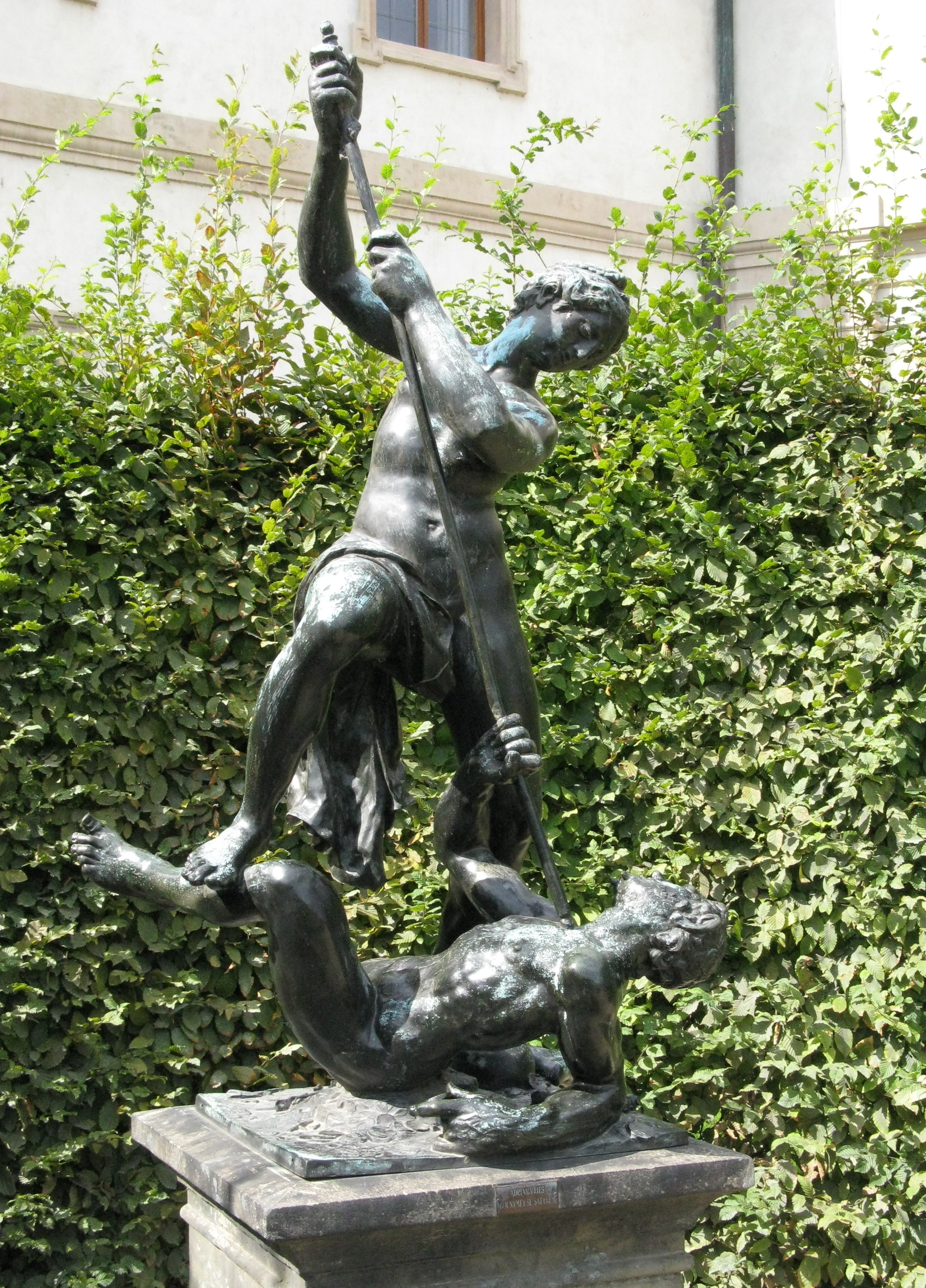
Dygdens seger över Lasten
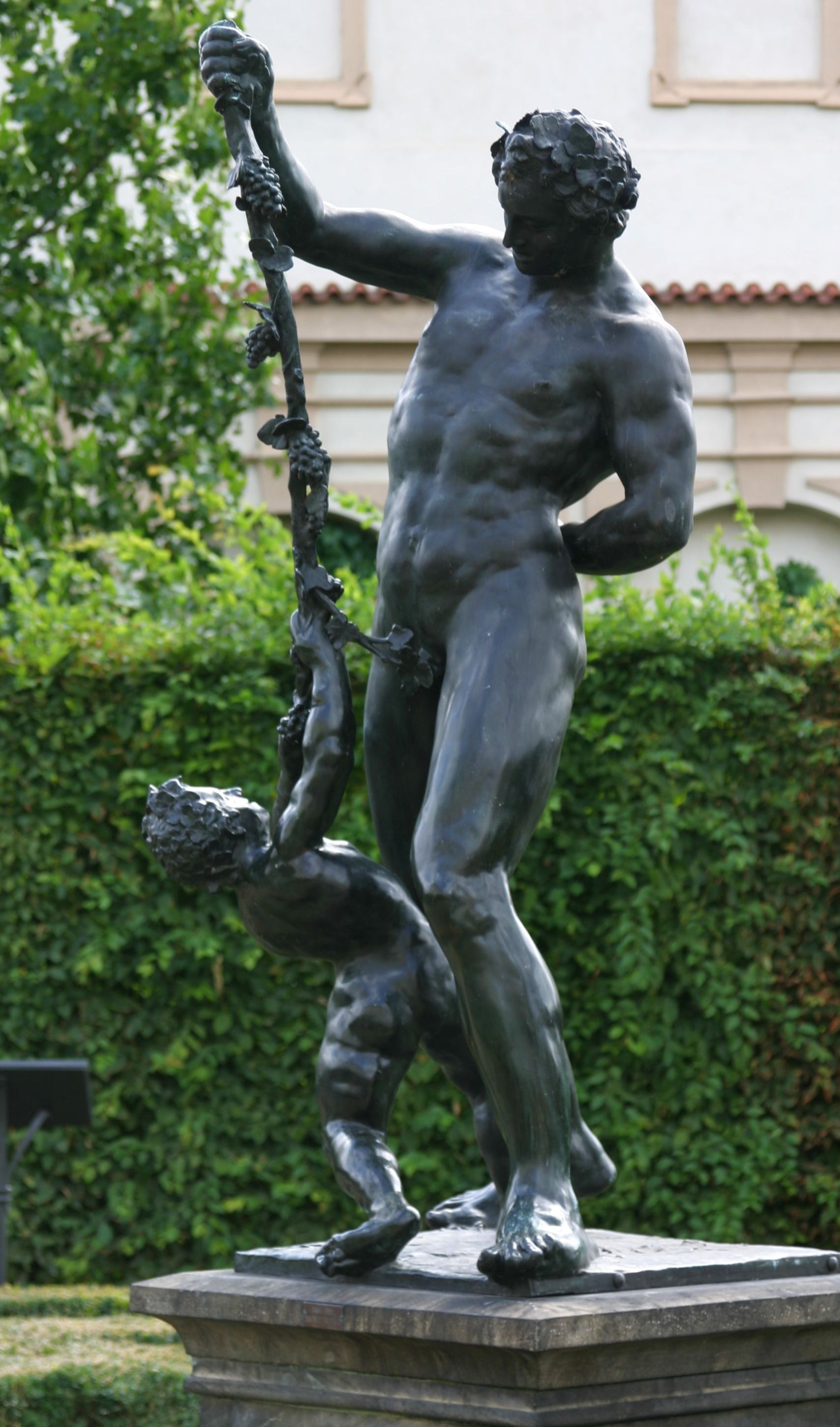
Bacchus med ung satyr
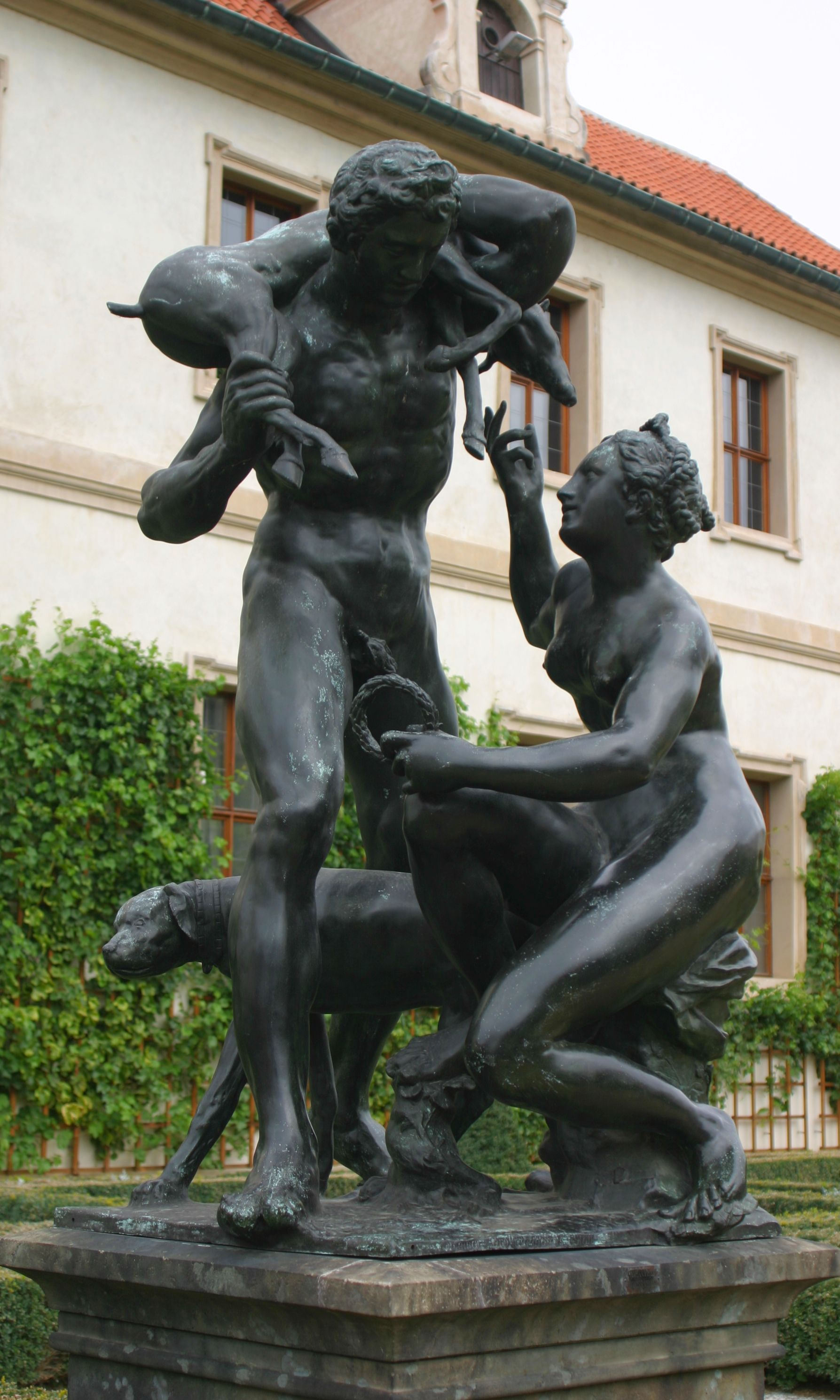
Venus och Adonis
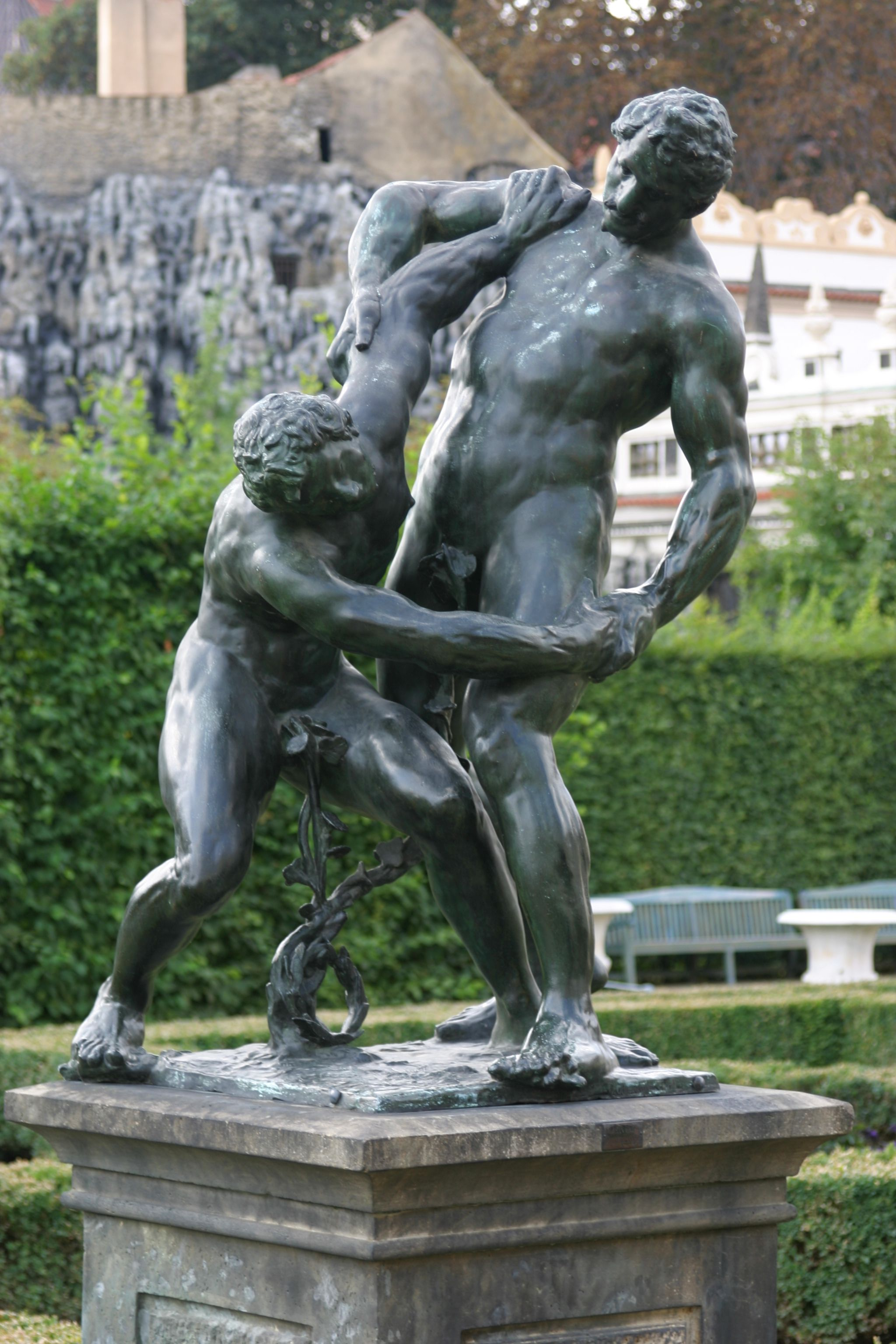
Brottare, 1625
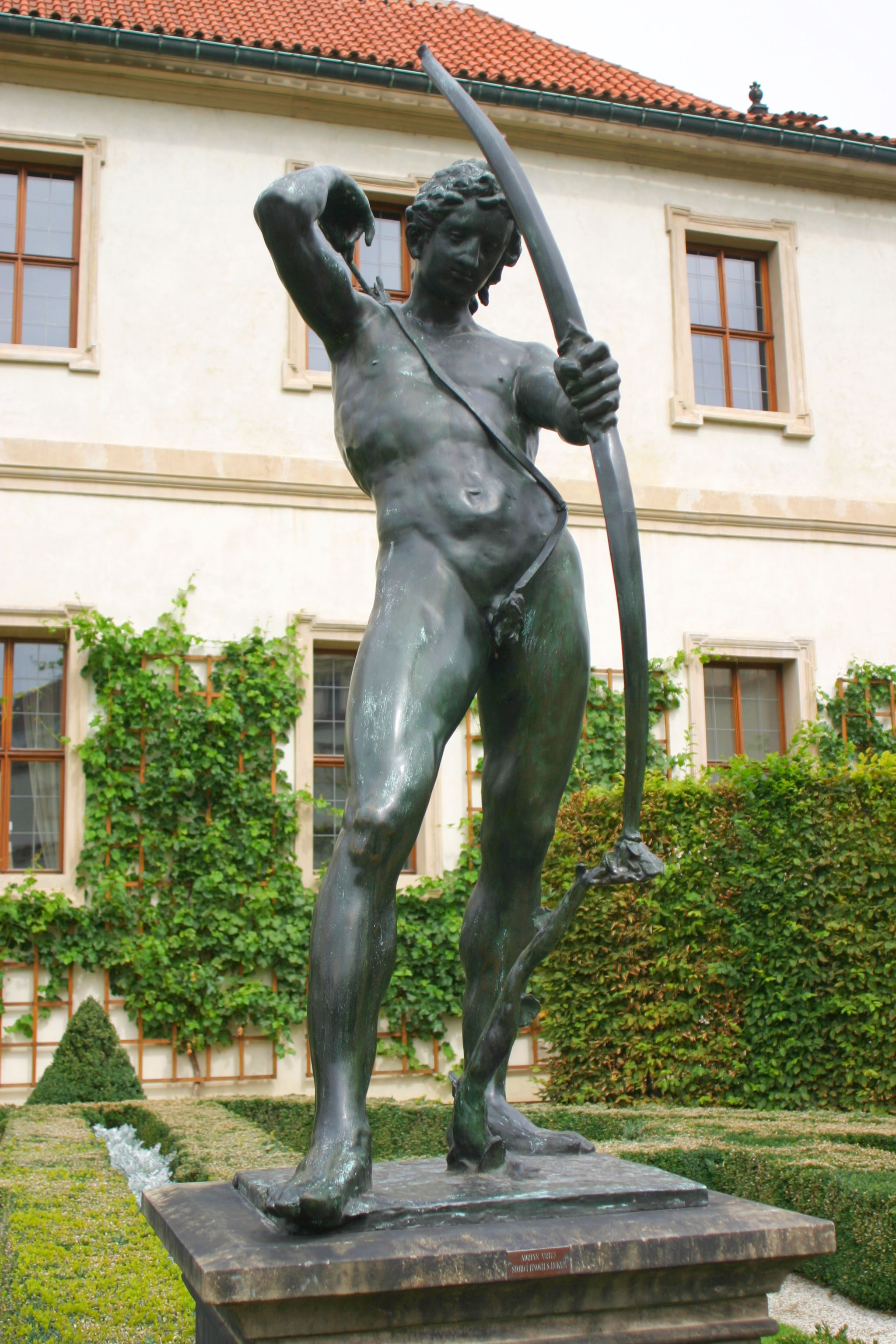
Appolon med båge
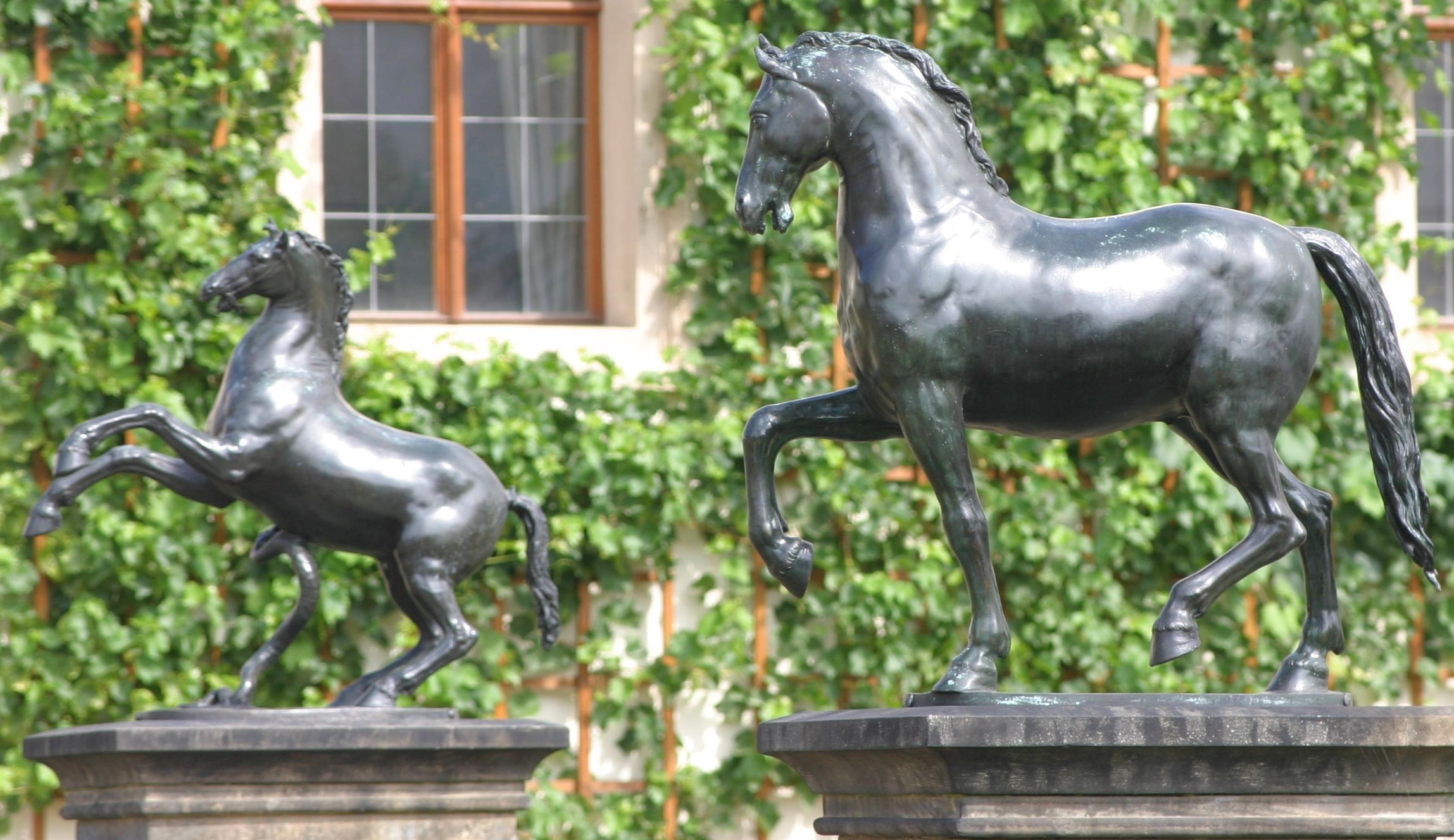
Häst i trav, med Stegrande häst med orm i bakgrunden
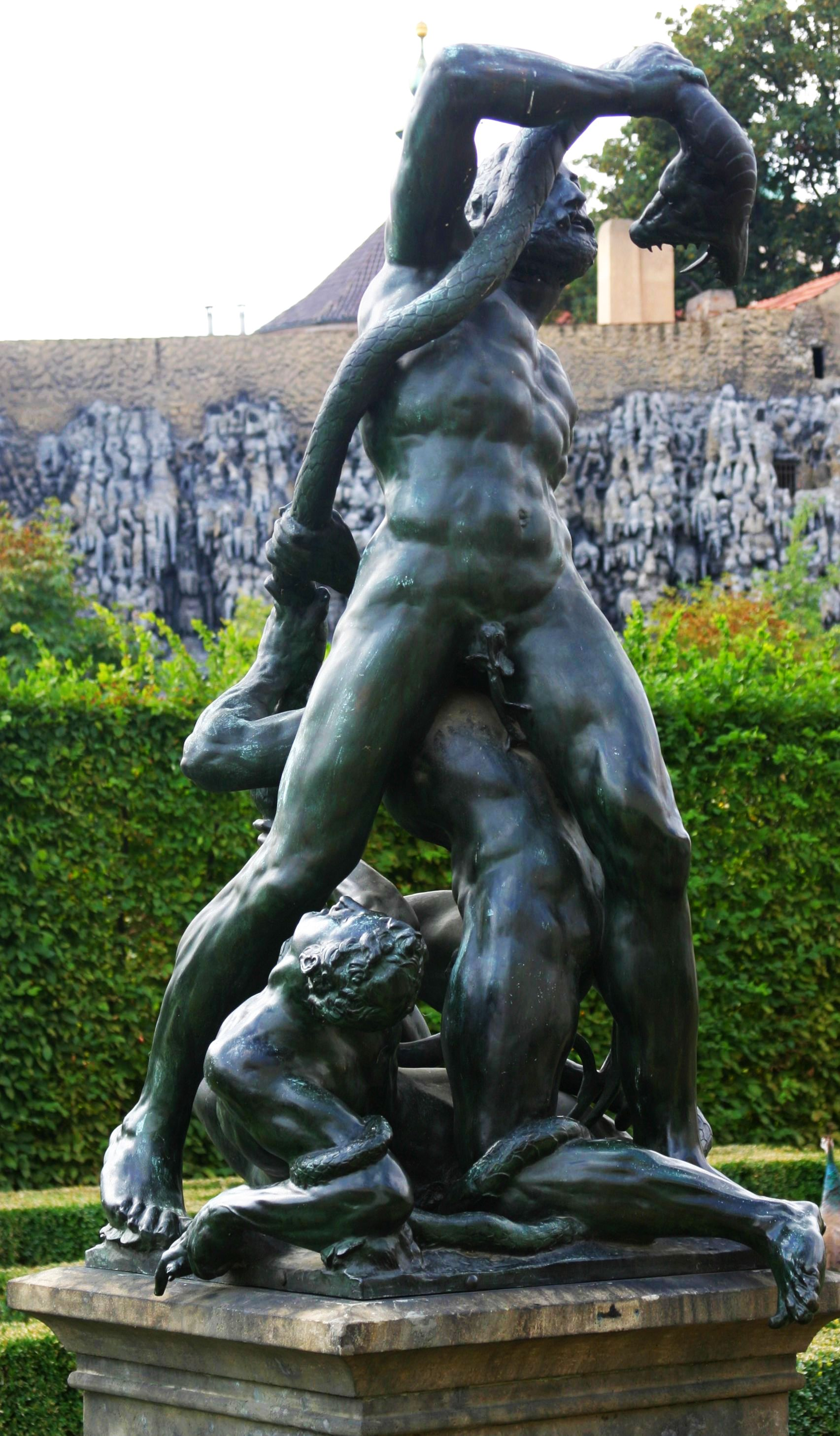
Laokoon och hans söner